# Malo Peștene, Vrața
Malo Peștene (în bulgară Мало Пещене) este un sat în comuna Vrața, regiunea Vrața,  Bulgaria. 

## Demografie
Componența etnică a satului Malo Peștene
     Bulgari (100%)
     Nicio identificare (0%)
     Altele (0%)
La recensământul din 2011, populația satului Malo Peștene era de 54 locuitori. Din punct de vedere etnic, toți locuitorii erau bulgari.